# Hōjū-ji
Le temple Hōjū (法住寺, Hōjū-ji) est un temple bouddhiste de Kyōto qui fut, à une époque, la résidence de l'empereur retiré Go-Shirakawa.

## Histoire
Le temple fut à l'origine fondé par Fujiwara no Tamemitsu en 988, mais détruit en 1032 et reconstruit 120 ans plus tard.
En 1158, l'empereur Go-Shirakawa abdiqua en faveur de son fils l'empereur Nijō, devint empereur cloîtré et fit du Hōjū-ji sa demeure, baptisée Hōjū-ji dono (法住寺殿, ou Hōjū-ji-den, litt. « Palais du temple Hōjū »). Cependant, en 1183, Go-Shirakawa fut informé par Minamoto no Yukiie que Minamoto no Yoshinaka voulait le capturer, fonder un nouveau gouvernement dans le Nord, et utiliser sa possession de l'ancien empereur pour justifier son règne.
À son tour, Go-Shirakawa avertit Minamoto no Yoritomo, qui dépêcha à ses deux frères Yoshitsune et Noriyori pour arrêter leur cousin. Cependant, ils arrivèrent trop tard et Yoshinaka avait déjà commencé son attaque sur la capitale en décembre 1183 et attaqué le palais lui-même en 1184. Au cours de ce qu'on appelle le siège du Hōjūjidono, il mit le feu aux bâtiments, massacra nombre des occupants, se saisit de l'empereur retiré avant de fuir la ville avec lui.
Depuis cet événement, le temple a été reconstruit, et accueille maintenant la tombe de Go-Shirakawa. Il est également étroitement lié au Sanjūsangen-dō.

## Référence
- (ja) Cet article est partiellement ou en totalité issu de l’article de Wikipédia en japonais intitulé « 法住寺 (京都市) » (voir la liste des auteurs).
- (en) Stephen Turnbull, The Samurai Sourcebook, Londres, Cassel, 2000 [détail de l’édition] (ISBN 1-85409-523-4)